# Distretto di Qaram Qol
Il distretto di Qaram Qol è un distretto dell'Afghanistan appartenente alla provincia del Faryab. Viene stimata una popolazione di 19.100  abitanti (dato 2012-13).